# Экуфлан
Экуфлан (фр. Écouflant) — коммуна на западе Франции, регион Пеи-де-ла-Луар, департамент Мен и Луара, округ Анже, кантон Анже-5. Расположена в 5 км к северу от Анже, в 5 км от автомагистрали А11. На севере коммуны соединяются реки Сарта и Луар, у центра коммуны в Сарту впадает рукав реки Майен.
Население (2020) — 4 454 человека.

## Достопримечательности
- Церковь Святого Иоанна Крестителя
- Парк Сабльер
- Ипподром Анже-Экуфлан

## Экономика
Структура занятости населения:
- сельское хозяйство — 0,8 %
- промышленность — 41,3 %
- строительство — 15,2 %
- торговля, транспорт и сфера услуг — 30,5 %
- государственные и муниципальные службы — 12,2 %

Уровень безработицы (2019) — 9,9 % (Франция в целом — 12,9 %, департамент Мен и Луара— 11,9 %). 

Среднегодовой доход на 1 человека, евро (2020) — 22 860 (Франция в целом — 22 400, департамент Мен и Луара — 21 790).

## Демография
Динамика численности населения, чел.

## Администрация
Пост мэра Экуфлана с 2014 года занимает Дени Шимье (Denis Chimier). На муниципальных выборах 2020 года возглавляемый им независимый список был единственным.
| Период | Период | Фамилия        | Партия                  | Примечания                                                   |
| ------ | ------ | -------------- | ----------------------- | ------------------------------------------------------------ |
| 1977   | 2001   | Клод Деблан    | Социалистическая партия | старший преподаватель, член Генерального совета департамента |
| 2001   | 2014   | Доминик Делоне | Разные левые            | садовод                                                      |
| 2014   |        | Дени Шимье     | Разные левые            | работник компании ERDF                                       |

## Города-побратимы
- Сантаэлья, Испания